# Dicranella macrospora
Dicranella macrospora är en bladmossart som beskrevs av Hirendra Chandra Gangulee 1964. Dicranella macrospora ingår i släktet jordmossor, och familjen Dicranaceae. Inga underarter finns listade i Catalogue of Life.